# Bryan Robson
Bryan Robson, OBE (Chester-le-Stree, 11 de Janeiro de 1957), é um treinador e ex-futebolista inglês.

## Carreira
Robson  iniciou sua carreira profissional defendendo o West Bromwich Albion, onde permaneceu durante sete temporadas. Porém, Robson é mais lembrado por sua passagem pelo Manchester United, que defendeu durante treze temporadas, conquistando diversos títulos, incluindo quatro vezes a Copa da Inglaterra, além de conquistar em suas duas últimas temporadas no clube a Liga Inglesa, mas não sendo o mesmo atleta de anos atrás, tendo inclusive perdido sua camisa 7. Durante sua passagem pelo United, onde atualmente é o embaixador, se tornou o capitão que mais permaneceu no posto na história do clube, tendo permanecido durante doze temporadas.
Após deixar o Manchester, se transferiu para o Middlesbrough, onde também atuou como treinador da equipe. Se aposentou como jogador no Middlesbrough após três temporadas, tendo atuado com regularidade apenas na primeira. Continuou no clube apenas na função de treinador, tendo levado-o a três finais, sendo duas vezes na Copa da Liga e uma na Copa da Inglaterra, além de um título da segunda divisão. Após deixar o comando do Boro, passaria uma temporada no seguintes clubes: Bradford City, West Bromwich Albion e Sheffield United, onde apenas acumulou rebaixamentos. Em 23 de setembro de 2009, Bryan assinou um contrato de quatro anos com a seleção tailandesa.
Pela Seleção Inglesa, disputou três edições da Copa do Mundo, tendo destaque de 1990, onde terminou com a quarta colocação (sendo a melhor desde o título de 1966), além de uma Eurocopa, em 1988. Ao todo, defendeu o English Team em noventa oportunidades, marcando vinte e seis tentos. Também foi capitão dela durante nove anos, disputando 65 partidas com a braçadeira, ficando atrás apenas de Bobby Moore e Billy Wright. Tendo ficado conhecido como "Robbo" (tendo usado o apelido como título de sua autobiografia) e "Captain Marvel" durante sua carreira, Robson foi incluido no 100 Legends, uma lista contendo os 100 maiores atletas a terem atuado no futebol inglês, além do Hall da Fama, sendo introduzido na edição de estreia.

## Títulos

### Como Jogador
Manchester United
- Copa da Inglaterra: 1982/83, 1984/85, 1989/90, 1993/94
- Supercopa da Inglaterra: 1983, 1990, 1993, 1994
- Copa da Liga Inglesa: 1992
- Campeonato Inglês: 1992/93, 1993/94

### Como Treinador
Middlesbrough
- Campeonato Inglês Segunda Divisão: 1995

### Individuais
- Seleção do Campeonato Inglês: 1981/82, 1982/83, 1983/84, 1984/85, 1985/86, 1988/89

## Estatísticas como treinador
| Equipe               | País       | Entrada                | Saída                   | Estatísticas | Estatísticas | Estatísticas | Estatísticas | Estatísticas |
| Equipe               | País       | Entrada                | Saída                   | J            | V            | E            | D            | % Vit        |
| -------------------- | ---------- | ---------------------- | ----------------------- | ------------ | ------------ | ------------ | ------------ | ------------ |
| Middlesbrough        | Inglaterra | agosto de 1994         | junho de 2001           | 282          | 106          | 85           | 91           | 37.59        |
| Bradford City        | Inglaterra | 24 de novembro de 2003 | 17 de junho de 2004     | 28           | 7            | 1            | 20           | 25.00        |
| West Bromwich Albion | Inglaterra | 9 de novembro de 2004  | 18 de setembro de 2006  | 81           | 19           | 24           | 38           | 23.46        |
| Sheffield United     | Inglaterra | 22 de maio de 2007     | 14 de fevereiro de 2008 | 38           | 14           | 12           | 12           | 36.84        |
| Tailândia            | Tailândia  | 23 de setembro de 2009 | 8 de junho de 2011      | 7            | 2            | 1            | 4            | 28.57        |